# Фулем
Фулем ([ˈfʊləm]; Фулгем; англ. Fulham) — район Лондона, розташований уздовж північного берега Темзи між Челсі (на захід) і Гаммерсмітом (на схід). Разом з останнім утворює міський район Гаммерсміт і Фулем. З'єднаний з «селом» Путні на південному березі Темзи старовинним мостом.
Фулем увійшов в історію як резиденція лондонських єпископів. З середньовіччя до 1975 року вони займали Фулемський палац (нині там музей). Навколо палацу розкинулися сад єпископів і ботанічний сад. Однак найбільше Фулем відомий як місце розташування двох футбольних стадіонів — «Стемфорд-брідж» і «Крейвен-коттедж», де проводять свої матчі клуби «Челсі» і «Фулгем», відповідно.